# Labourse
Labourse é uma comuna francesa na região administrativa de Altos da França, no departamento de Pas-de-Calais. Estende-se por uma área de 4,7 km². Em 2010 a comuna tinha 2 900 habitantes (densidade: 617 hab./km²).